# Minawao
Minawao est un village du Cameroun. Il est situé dans la Région de l'Extrême-nord, dans le département du Mayo-Tsanaga et dépend du canton de Gawar à la frontière du canton de Zamay. Il sert dès 2012 de camp de réfugiés pour les populations victimes du mouvement Boko Haram.

## Géographie

### Localisation
Le village est situé dans la région de l'extrême - Nord du Cameroun à 70 km de la ville de Maroua. Outre Zamai, la commune de Mokolo compte quatre cantons : Boula, Mokong, Mofou-Sud et Gawar. Le village est situé dans une plaine dénommée « Zone Mofu-Gudur ». Le village est situé à 70 km de la frontière nigériane.

### Climat
Le climat est de type soudano-sahélien, caractérisé par une longue saison sèche allant du mois d'octobre au mois d'avril

## Activités

### Agriculture
L'agriculture constitue l'une des principales activités des villageois. Cependant, la croissance démographique entraîne la raréfaction des terres cultivables, et la surexploitation du sol.

### Élevage
Le climat assez sec de la région engendre des problèmes importants de pénurie en eau potable. De ce fait la production pastorale a tendance à diminuer.

## Camp de réfugiés
Le camp de réfugiés de Minawao a été ouvert le 2 juillet 2013. 

### Profil du camp des réfugiés[4]
Le profil du camp des réfugiés est constamment mis à jour du fait de l'afflux massifs de ceux-ci en provenance des zones de conflits.
| Date            | Population Totale | Nombre de ménages | Femmes | Enfants de moins de 18 ans |
| --------------- | ----------------- | ----------------- | ------ | -------------------------- |
| 31 mai 2015     | 39.970            | 10.510            |        |                            |
| 11 juillet 2015 | 43.343            |                   |        |                            |
| 31 janvier 2016 | 54.806            |                   |        |                            |
| 5 mai 2017      | 64.034            |                   |        |                            |

## Infrastructures

### Accès à l'eau
L'accès à l'eau constitue un enjeu majeur du fait de l'augmentation rapide de la population, entraînant un usage excessif des infrastructures hydrauliques existantes, de mauvaise qualité. Les Nations unies prévoient la construction de dix forages[réf. souhaitée] dans les villages limitrophes et de 350 latrines. Pendant la saison sèche, les rivières tarissent et l'eau disparaît. De ce fait l'approvisionnement en eau potable devient une réelle gageure. Avant la construction des forages, 21 puits donnent à peine 14 litres par jour par personne alors que la quantité recommandée est de 20 litres.

### Éducation
Du fait de la population croissante, le camp fait face à une insuffisance de salles de classe, d'enseignants qualifiés, d'équipements et de matériel didactique. Grâce aux efforts conjoints du Haut Commissariat des Nations unies pour les réfugiés (HCR) et du gouvernement camerounais, de nouvelles écoles voient le jour dans les villages voisins, notamment dans le village Zamai.

### Santé
Les différents services de santé assurent la prise en charge complète et gratuite des réfugiés. L'objectif est d'améliorer la disponibilité du service. Les objectifs généraux consistent à mettre en place un dispositif de réponse rapide à des éventuels afflux de blessés dans les formations sanitaires du camp. Le camp bénéficie de l'appui du personnel sanitaire de l'hôpital de Mokolo.

### Nutrition
Afin d'optimiser, la gestion de la nourriture, une division du camp en quatre secteurs, qui correspondent aux interventions des quatre partenaires, a été mise sur pied. Afin de diminuer l'impact environnemental d'une telle gestion dans le camp, un mécanisme de sensibilisation impliquant les responsables communautaires sur la récupération des déchets a été mise sur pied.

## Les intervenants dans le camp des réfugiés

### Les organisations non gouvernementales internationales
Quatre organisations internationales sont actuellement en fonction au camp :
- Plan International Cameroon: Il est chargé de l'eau et de l'assainissement. Le 31 juillet 2015, l'ONG Plan international Cameroon procède à la distribution de 5 000 kits scolaires aux enfants des cycles maternels et primaires du camp de Minawao. Toujours dans la même lignée, un centre de formation professionnel est mis sur pied.
- Médecins sans frontières (MSF) s'assure de la distribution quotidienne de sept camions d'eau potable destinée à environ 50 000 réfugiés.

### Les organisations du système des Nations unies
Six organismes des Nations unies œuvrent actuellement au camp des réfugiés :
- Organisation internationale pour les migrations (UNHCR): Elle est la plus active dans le camp. Elle est chargée de la protection, la santé, la nutrition, la disponibilité en eau potable et assainissement, de l’éducation et des abris. Mercredi 24 février 2016, le haut-commissaire des Nations unies chargé de la protection des réfugiés Volker Türk, le directeur du bureau Afrique du HCR Valentin Tapsoba, La représentante régionale du HCR et le représentant camerounais du HCR visitent le camp des réfugiés[5].
- Fonds des Nations unies pour la population

### Les ministères et structures gouvernementales
Huit structures gouvernementales rattachées à des ministères sont actives au camp :
- Cameroon Water Utilities Corporation : la Camerounaise des Eaux (CAMWATER) est chargée de la mise sur pied des infrastructures d'eau potable dans le camp des réfugiés. Les travaux du projet d'alimentation en eau potable du camp débutent officiellement le 4 décembre 2015[7]. L'objectif final est  de subvenir à long terme aux besoins d'environ 200 000 personnes. Le coût total du projet s'élève à environ 1,18 milliard de francs CFA, dont 42% sont apportés par CAMWATER et 58% par le HCR[7].
- Ministère des Affaires sociales (MINAS) : chargé de la protection des réfugiés.
- Ministère de la promotion de la femme et de la famille (MINPROFF) : chargé de la protection de la famille.

### Les organisations non gouvernementales locales
Quatre organisation non gouvernementales locales officient actuellement au champ des réfugiés :

## Infrastructures existantes au camp des réfugiés (mars 2016)[8]
Les infrastructures existantes au camp des réfugiés en mars 2016 sont les suivantes :
| Libellé                           | Quantités | Observations |
| --------------------------------- | --------- | --- |
| Machines hydraformes              | 3         | Fournies par le HCR pour la construction des infrastructures en matériaux durables                                              |
| Espaces de cohésion des femmes    | 2         | Une grande hutte pour les sessions de formations et une petite pour les ateliers relatifs aux activités génératrices de revenus |
| École maternelle                  | 1         | Une classe et une tente |
| École primaire                    | 4         | 28 salles de classe, programme scolaire camerounais                                                                             |
| École secondaire                  | 1         | 1 salle de classe, programme scolaire camerounais                                                                               |
| Espace ami enfants[Quoi ?]        | 3         | |
| Nombre de forages                 | 49        | |
| Nombre d'entrepôts mobiles        | 3         | Servent au stockage des vivres                                                                                                  |
| Nombre de miradors                | 2         | |
| Nombre de centre de distributions | 3         | Comportent chacun un entrepôt, un point d'accueil et deux couloirs de distribution                                              |
| Poste de santé                    | 2         | 1 Poste de Médecins sans frontières et un poste de l'IMC[Quoi ?]                                                                |
| Maternité                         | 1         | Don de l'OMS |
| Lampe solaire                     | 30        | |
| Poste de police                   | 1         | |